# إيرول إيبا
إيرول إيبا، من مواليد 6 أغسطس 1979 في جايابورا في أندونيسيا، لاعب كرة قدم أندونيسي.
بدأ مسيرته الكروية مع نادي سيمين بيدانغ في عام 1998، ولعب معهم حتى عام 2002، وفي عام 2002 انتقل إلى نادي بيكانبارو، ولعب معهم حتى عام 2004، وفي موسم 2005/2006 انتقل إلى نادي أريما مالانغ، ومنذ عام 2007 وهو يلعب مع نادي برسيك كديري.
و قد بدأ باللعب مع منتخب أندونيسيا لكرة القدم في عام 2006.

## وصلات خارجية
- إيرول إيبا على موقع ناشيونال فوتبول تيمز (الإنجليزية)
- إيرول إيبا على موقع Soccerway.com (الإنجليزية)